# Tipula spoliatrix
Tipula spoliatrix är en tvåvingeart som beskrevs av Alexander 1941. Tipula spoliatrix ingår i släktet Tipula och familjen storharkrankar. Inga underarter finns listade i Catalogue of Life.